# Moneva
Moneva è un comune spagnolo di 160 abitanti situato nella comunità autonoma dell'Aragona.